# Szőke László (diplomata)
Szőke László (Budapest, 1957. július 11. –) magyar diplomata, 2012 óta a Köztársasági Elnöki Hivatal (KEH) külügyi igazgatója.

## Pályafutása
Tizenegy évesen Hatvanba került, ott érettségizett a Bajza József Gimnáziumban, így Budapest mellett Hatvanhoz is kötődik. 1975-től 1981-ig tanult a moszkvai Nemzetközi Kapcsolatok Intézetében (MGIMO) diplomácia szakon, majd 1985-ben az ELTE fordító- és tolmácsképzőjén végzett.
1981-ben lépett külügyi szolgálatba ahol 1985-ig a közel-keleti és észak-afrikai főosztály referense volt, majd első külszolgálataként kulturális és sajtóattaséként Magyarország bagdadi nagykövetségére került 1989-ig. 1992-ig a külügyminiszteri kabinetiroda közel-keleti és észak-afrikai, majd atlanti főosztályán volt referens. 1997-ig Washingtonban dolgozott II. o. tanácsosként, hazatérve a Tervező, Elemző és Információs Főosztály vezetője, 2000-ig pedig a miniszter kabinetfőnöke volt szintén főosztályvezetői beosztásban. 2000-től 2005-ig Magyarország stockholmi nagykövetsége vezetője volt nagykövetként (megbízólevelét 2000. szeptember 20-án adta át). 2005-től 2006-ig a multilaterális diplomáciáért felelős helyettes államtitkár, majd 2008-ig a külügyi tárca szakállamtitkára volt. 2008. szeptember 2-től Magyarország prágai nagykövetsége vezetője nagykövetként.
Áder János 2012-ben történt köztársasági elnökké választása óta a KEH Külügyi Igazgatóságának vezetője.
2009-ben megkapta a Magyar Érdemrend parancsnoki keresztje kitüntetést.
Az angol mellett arabul és oroszul beszél. Nős, két lánya van.